# شهرک مصطفی خمینی (چالوس)
شهرک مصطفی خمینی یک شهرک در ایران است که در بخش مرکزی شهرستان چالوس در استان مازندران واقع شده‌است.

## جمعیت
این شهرک در دهستان کلارستاق شرقی قرار دارد و براساس سرشماری مرکز آمار ایران در سال ۱۳۸۵، جمعیت آن ۱٬۲۲۴ نفر (۳۴۷ خانوار) بوده‌است.